# Zachowaj spokój (serial telewizyjny)
Zachowaj spokój – polski miniserial w reżyserii Michała Gazdy i Bartosza Konopki udostępniony 22 kwietnia 2022 na platformie VOD Netflix. Produkcja oparta jest na powieści Harlana Cobena pod tym samym tytułem.

## Fabuła
Po zniknięciu syna Adama (Krzysztof Oleksyn), matka Anna (Magdalena Boczarska) postanawia szukać go za wszelką cenę. Wówczas wychodzą na jaw różne sekrety, dotychczas skrywane przez osiedlową społeczność.

## Obsada
| Aktor                 | Rola                         |
| --------------------- | ---------------------------- |
| Magdalena Boczarska   | Anna Barczyk                 |
| Leszek Lichota        | Michał Barczyk               |
| Krzysztof Oleksyn     | Adam Barczyk                 |
| Dominika Krzemińska   | Ola Barczyk                  |
| Wiktoria Gorodecka    | Beata Hall                   |
| Agata Łabno           | Kaja Kopińska                |
| Marta Piętka          | Nika Reszke                  |
| Tomasz Drabek         | Janusz Nowak                 |
| Sylwia Boroń          | Marianna Nowak               |
| Klementyna Karnkowska | Jaśmina Nowak                |
| Justyna Wasilewska    | Wiera                        |
| Jacek Poniedziałek    | Natan                        |
| Monika Kwiatkowska    | Renata Kordowska             |
| Sebastian Perdek      | policjant Marek              |
| Eryk Kulm             | policjant Jacek              |
| Julia Wyszyńska       | Ewelina Miller               |
| Bartłomiej Topa       | Tadeusz Lewicki              |
| Katarzyna Kwiatkowska | Danuta Lewicka               |
| Grzegorz Damięcki     | Paweł Kopiński               |
| Agnieszka Grochowska  | Laura Goldsztajn-Kopińska    |
| Jakub Pruski          | Błażej Myszkowski            |
| Mikołaj Śliwa         | Grzegorz Gajewicz            |
| Aleksandra Justa      | Oliwia Danowska              |
| Barbara Jonak         | Joanna Makowska              |
| Mirosław Zbrojewicz   | Borys Gajewicz               |
| Adam Nawojczyk        | policjant Franciszek Trybała |

## Spis serii
| Seria | Seria | Odcinki | Premiera serii   | Finał serii      |
| ----- | ----- | ------- | ---------------- | ---------------- |
|       | 1.    | 1–6 (6) | 22 kwietnia 2022 | 22 kwietnia 2022 |

## Odbiór
Serial zebrał głównie pozytywne opinie krytyków, przede wszystkim za sprawą fabuły. Autor pierwowzoru - Harlan Coben stwierdził, że serial Zachowaj spokój należy do ulubionych ekranizacji jego książek.